# Resale (Messe)
Die Resale war eine jährlich stattfindende Messe für gebrauchte Maschinen und Anlagen. Sie fand 2010 zum 16. Mal statt und wird ab 2011 mit der Kölner Messe Usetec zusammengeführt.

## Geschichte
Nach der Erstveranstaltung 1995 in Karlsruhe und Stationen in Frankfurt am Main und Nürnberg fand die Resale von 2004 bis 2010 immer parallel zur Hannover Messe in der Messe Karlsruhe statt. Ab 2011 war zunächst eine Verlegung zur Messe Stuttgart als gemeinsames Projekt der Landesmesse Stuttgart und der Karlsruher Messe- und Kongress-GmbH geplant, bevor beide Veranstalter im Juli 2010 ihre Unterstützung für die neue Messe Usetec in Köln bekannt gaben.

## Aussteller
Angeboten wurden gebrauchte Maschinen und Anlagen aus verschiedensten Branchen sowie die dazugehörigen Dienstleistungen wie Transport, Retrofit und Finanzierung. Die Anbieter von Maschinen gliederten sich in Händler, Hersteller und Anbieter eigener (selbst genutzter) Maschinen.

## Besucher
Das Publikum der Resale war sehr international. So kamen im Jahr 2008 über 60 % der ungefähr 10.000 Besucher aus dem Ausland, insgesamt aus 120 Staaten.